# Carnaval de Nova Friburgo
Carnaval de Nova Friburgo é marcado atualmente pelos desfiles de escolas de samba e blocos, sendo notadamente influenciado pelo carnaval da capital do Estado O evento tem impacto na economia da cidade. O carnaval de Nova Friburgo já foi tema de livro, Até Quarta-Feira! autoria de David Massena.
O desfile principal é realizado na Avenida Alberto Braune. A liga que rege e regulamenta os desfiles é a LIESBENF. Em 2011 devido a tragédia que devastou a Região Serrana e inclusive Nova Friburgo, não foi realizado o desfile, por motivo de respeito.

## Escolas de Samba (Grupo Especial)
As escolas de samba participantes são:
- Imperatriz de Olaria[2]
- Vilage no Samba[2]
- Alunos do Samba[2]
- Unidos da Saudade[2][5]

## Escolas de Samba (Série A)
Os blocos de enredo participantes são:
- Bola Branca[6]
- Globo de Ouro[7]
- Unidos do Imperador[6]
- Raio de Luar[6]